# Tangara fourchu
Rauenia bonariensis
Genre
Espèce
Statut de conservation UICN

 LC  : Préoccupation mineure
Le Tangara fourchu (Rauenia bonariensis) ou Tangara bleu et jaune, est une espèce de passereau appartenant à la famille des Thraupidae.

## Alimentation
Le Tangara fourchu est essentiellement frugivore.

## Répartition et habitat
Cet oiseau se reproduit en Argentine, en Bolivie, au Brésil, au Chili, en Équateur, au Paraguay, au Pérou et en Uruguay.
C'est un habitant des forêts tropicales et subtropicales du continent américain. On peut aussi le trouver dans les zones où la forêt a été dégradée par la présence humaine.

## Sous-espèces
D'après Alan P. Peterson, 4 sous-espèces ont été décrites:
- Rauenia bonariensis bonariensis (Gmelin, 1789)
- Rauenia bonariensis composita Zimmer, 1944
- Rauenia bonariensis darwinii (Bonaparte, 1838)
- Rauenia bonariensis schulzei Brodkorb, 1938

## Noms vernaculaires locaux
Le tangara fourchu est appelé naranjero en espagnol du Chili et d'Argentine, Sanhaçu Papa-Laranja en portugais brésilien.

## Philatélie
L'espèce a été figurée sur plusieurs timbres-poste .
Uruguay (10 $), en 1962 (SG 1218)
Argentine, en 1967 (SG 1192)
Paraguay (4 gs.), en 1985

## Galerie

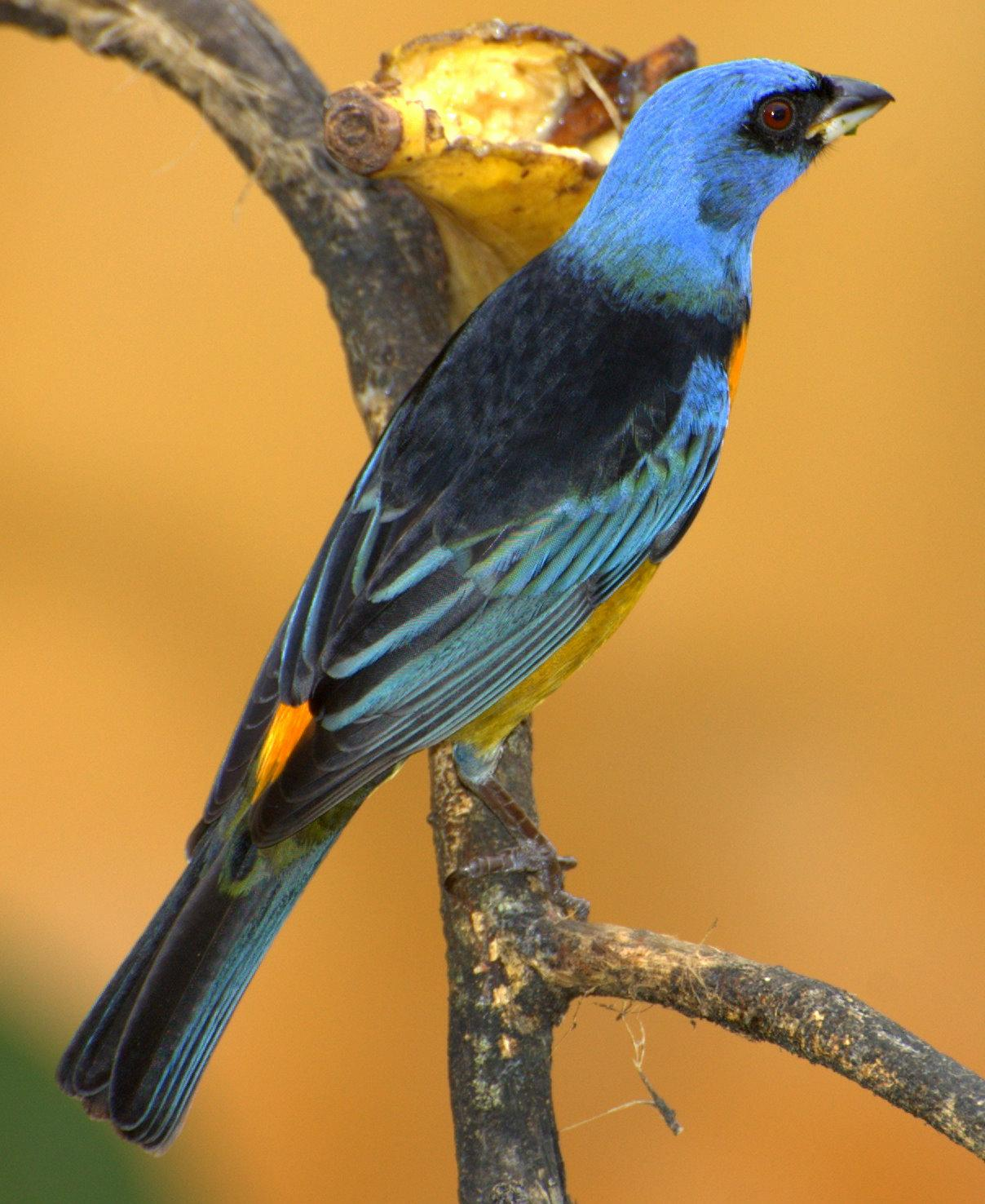
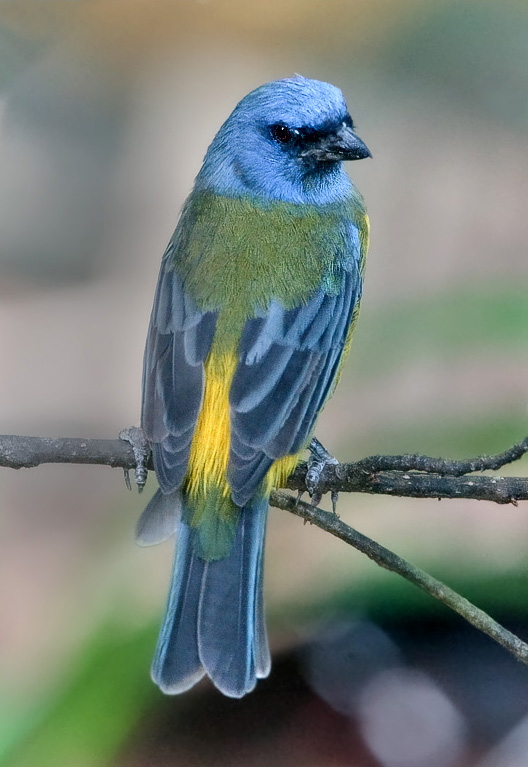
Thraupis bonariensis darwinii (dos est vert)
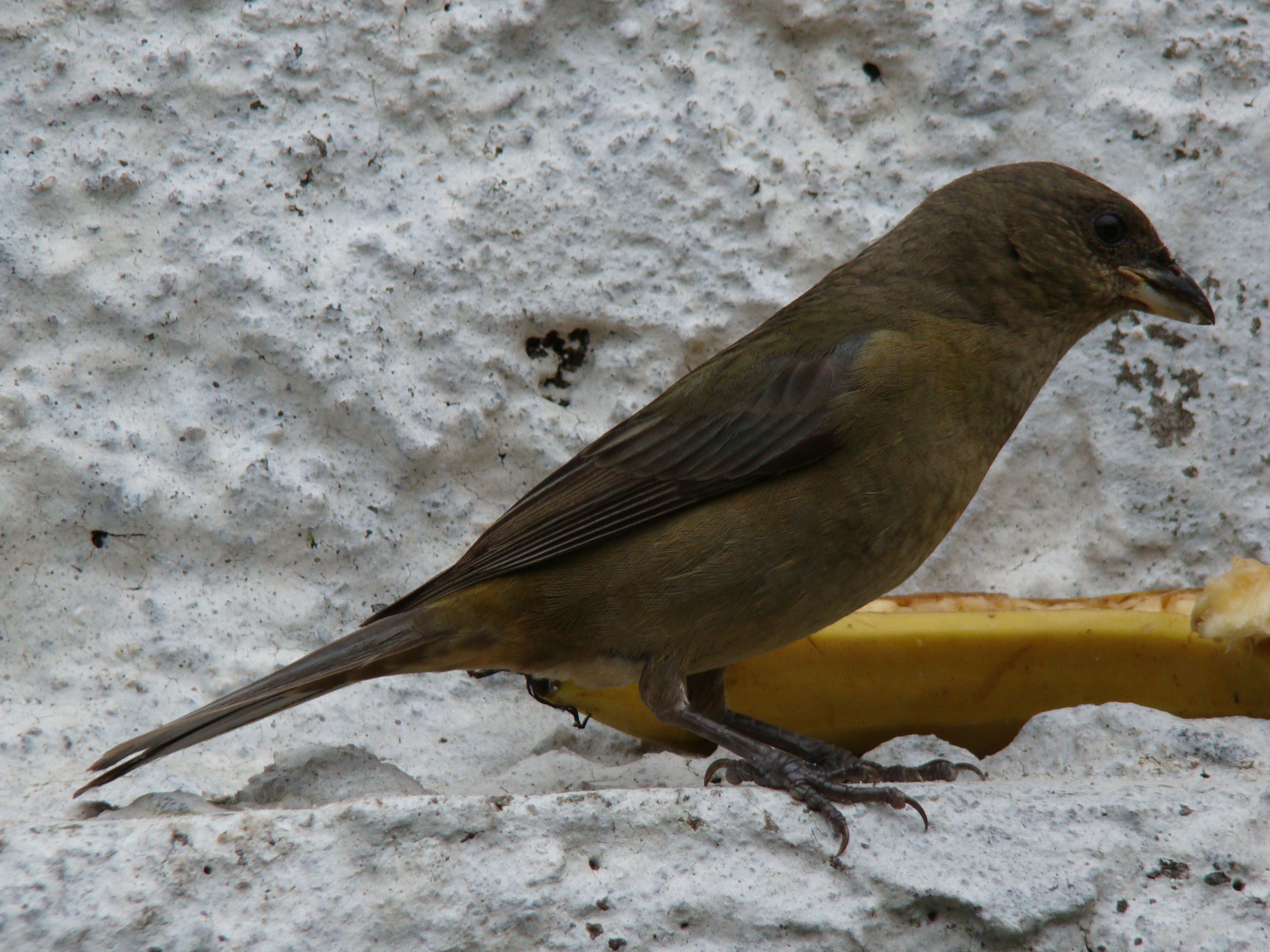
Femelle